# Förvaringsinstitut
Förvaringsinstitut (också depåbank) måste alla svenska värdepappersfonder ha. Förvaringsinstitut kan vara en bank eller annat kreditinstitut. Detta institut skall ta emot och förvara den egendom som fonden äger och se till att utgivning och inlösen av fondandelar sker i enlighet med gällande regler.
Det är alltså skild ekonomi mellan fonden och fondbolaget, vilket innebär ett skydd för fondandelsägarna så att fondbolaget inte använder fondens kapital på ett felaktigt sätt. Om ett fondbolag skulle gå i konkurs påverkas inte fondens värde eftersom fondens tillgångar inte ingår i fondbolagets konkurs utan även fortsättningsvis ägs av fondandelsägarna.